# William Butler
William Pierce Butler (Truckee, California, 6 de octubre de 1982) es un exmiembro de la banda de indie rock Arcade Fire, y hermano del líder de esta, Win Butler. Toca el sintetizador, bajo, guitarra y percusión. Es conocido por su constante energía y espontaneidad durante los conciertos en vivo de la banda.
En 2010, ganó un premio Grammy al Álbum del Año como parte de Arcade Fire.

## Biografía
Nacido en Truckee, en el norte de California, fue criado en The Woodlands, Texas, y su abuelo era el guitarrista Alvino Rey. Se graduó en la Phillips Exeter Academy en 2001 y posteriormente se fue a la Universidad de Northwestern. Durante sus estudios en la Universidad de Northwestern participó en el doblaje de dos cortometrajes de animación.
También fue mencionado en las tiras cómicas Questionable Content, de Jeph Jaqcues, en la edición 178, llamada I am sorry Arcade Fire dude (Lo siento amigo de Arcade Fire) y es apodado como «Cereal Guy» (Chico de los cereales) debido a su enérgica actitud en los conciertos de Arcade Fire.

## Discografía

### En solitario
- Generations (Merge Records, 2020)
- Friday Night (2016)
- Policy (2015)
- Will Butler + Sister Squares (Merge Records, 2023)

#### Sencillos
- Anna, 2015.
- Surrender, 2020.
- Love Asked Me to Stay, 2019.
- Sun Comes Up, 2018.

## Premios y distinciones
Premios Óscar
| Año  | Categoría                               | Película | Resultado |
| ---- | --------------------------------------- | -------- | --------- |
| 2014 | Mejor banda sonora (partitura original) | Her      | Nominado  |